# Eyalet di Silistra
L'eyalet di Silistra (in turco Eyalet-i Silistra), fu un eyalet dell'Impero ottomano, nell'area dell'attuale Grecia presso il Mar Nero. Ebbe per capitale dapprima Silistra e poi Özi.

## Storia
L'eyalet di Silistra venne costituito nel 1593 come beylato di Özi dal territorio del principato di Karvuna, poi Dobruja, Silistra era originariamente parte del sangiaccato di Silistra dell'eyalet di Rumelia.
Attorno al 1599 venne espanso ed elevato al livello di un eyalet come un beneficio per il suo primo governatore generale (beylerbeyi), il khan di Crimea. L'eyalet venne incentrato sulle regioni della Dobruja, Budjak (Bessarabia ottomana) e Yedisan e incluse anche i villaggi di Varna, Kustendja (Constanţa), Akkerman (Bilhorod-Dnistrovs'kyj) e Khadjibey (Odessa) con capitale alla fortezza di Silistra (oggi in Bulgaria) o Özi (oggi Očakiv in Ucraina).
Nel XVII secolo, l'eyalet di Silistra venne espanso a sud e ad ovest sino ad includere gran parte dell'attuale Bulgaria e della Turchia europea con le città di Adrianopoli, Filibe e Vidin. Sul finire del XVII e l'inizio del XVIII secolo, una serie di guerre russo-turche troncarono l'eyalet nella sua parte orientale con la Russia che riuscì ad annettersi le aree di Yedisan e Budjak dal 1812.
L'eyalet di Adrianopoli venne ricavato dalla parte meridionale dell'eyalet di Silistra nel 1830. Con le riforme amministrative ottomane di metà Ottocento, l'eyalet di Silistra venne ricostituito nel vilayet del Danubio.

## Geografia antropica

### Suddivisioni amministrative
| Secondo Sancak Tevcih Defteri, l'eyalet di Silistra era composto da 8 sangiaccati tra il 1700 ed il 1730 come segue: 1. sangiaccato di Özi (Paşa Sancağı , Očakiv) 2. sangiaccato di Silistre (Silistra) 3. sangiaccato di Vidin (Vidin) 4. sangiaccato di Niğbolu (Nicopoli) 5. sangiaccato di Kırk Kilise (Kırklareli) 6. sangiaccato di Çirmen (Ormenio) (con capoluogo Edirne) 7. sangiaccato di Vize (Vize) 8. sangiaccato di Tağan Geçidi (until 1699) | I sangiaccati all'inizio del XIX secolo erano: 1. sangiaccato di Niğbolu 2. sangiaccato di Çirmen (con capoluogo Edirne) 3. sangiaccato di Vize 4. sangiaccato di Kırk Kilise 5. sangiaccato di Belgrado, che era solo un comando militare a Belgrado 6. sangiaccato di Vidin |